# Mora (Södermanland)
Mora is een plaats in de gemeente Eskilstuna in het landschap Södermanland en de provincie Södermanlands län in Zweden. De plaats heeft 54 inwoners (2005) en een oppervlakte van 22 hectare.